# 暁学園前駅
暁学園前駅（あかつきがくえんまええき）は、三重県四日市市中村町にある、三岐鉄道三岐線の駅である。ナンバリングはS04。

## 歴史
- 1931年（昭和6年）7月23日：萱生駅（かようえき）として開業[1]。
- 1965年（昭和40年）8月21日：暁学園が萱生城跡へ本部移転するのに合わせて移設、暁学園前駅に改称[1]。
- 1988年（昭和63年）3月30日：新駅舎供用開始。

## 駅構造
単式ホーム1面1線を有する地上駅。駅舎は南側に配置されている。近鉄富田駅以外で唯一、自動放送装置が備わっている。

## 利用状況
旅客利用改善のため三岐鉄道が暁学園を誘致し、その後、三重県立桑名西高等学校も開校したため通学する生徒の利用があるため、利用客は他の駅に比べ多い。「三重県統計書」によると、1日の平均乗車人員は以下の通りである。
| 年度   | 一日平均 乗車人員 |
| ------ | ----------------- |
| 1997年 | 1,984             |
| 1998年 | 1,995             |
| 1999年 | 1,949             |
| 2000年 | 2,009             |
| 2001年 | 1,997             |
| 2002年 | 1,913             |
| 2003年 | 1,842             |
| 2004年 | 1,794             |
| 2005年 | 1,810             |
| 2006年 | 1,723             |
| 2007年 | 1,749             |
| 2008年 | 1,822             |
| 2009年 | 1,833             |
| 2010年 | 1,749             |
| 2011年 | 1,784             |
| 2012年 | 1,804             |
| 2013年 | 1,789             |
| 2014年 | 1,711             |
| 2015年 | 1,682             |
| 2016年 | 1,607             |
| 2017年 | 1,602             |
| 2018年 | 1,621             |
| 2019年 | 1,548             |

## 駅周辺
朝明川の南に広がる田園地帯にある駅。当駅から徒歩7分程度のところに暁学園があり、毎日多くの学生が乗り降りしている。なお、四日市大学と四日市看護医療大学は南へやや離れた所にあり、途中で東名阪自動車道と立体交差する。伊坂ダムは当駅の北側にあるが、こちらも駅からやや離れた所にある。
- 暁中学校・高等学校（萱生城跡）[1]
- 三重県立桑名西高等学校[1]
- 四日市あかつき郵便局
- 安養寺
- 能原神社
- 故・大月武熊碑
- あかつき台 - 新興住宅地
- 東名阪自動車道四日市東IC
- 三重県道64号上海老茂福線
- 三重県道620号平津菰野線
- 市道日永八郷線
- 朝明川

## バス路線
駅前広場に「暁学園駅前」停留所があり、三岐鉄道バスの路線が乗り入れる。暁学園を発着するスクールバスが駅前に乗り入れることがあるが、こちらは特定輸送のため一般客の乗車は出来ない。
- 山之一色線
  - JR四日市駅前    - （平日の夕方と宵のうちに1便ずつ運行）
- 桑名西高校線
  - 桑名西高校前    - （平日（※休校日を除く）の登校時間帯（朝）のみ運行する直行路線）

## 特徴
- 定期券を購入できる。ただし購入用紙の発駅には既に当駅名の判子が押されているため当駅からの定期券しか買えない。
- 特殊勤務駅なので、早朝と深夜は係員が不在となるため、専用のスロープを通ってホームに入る必要がある。
- 駅前に駐車場があり（180台あり、三岐鉄道の駅の中では最大級）、パークアンドライドやキスアンドライドができる。
- 駅舎の2階に西藤原駅前公園でミニSLを運行しているウィステリア鉄道の直営店「鉄道おもちゃ屋」という店があったが、2008年（平成20年）4月いっぱいで閉店になった。
- 駅舎のすぐ隣にある『あかつきプラザ』に三岐鉄道直営の駄菓子屋「ちゃめっぺ」と 四日市あかつき郵便局がある。

## 隣の駅
三岐鉄道
S 三岐線
平津駅(S03) - 暁学園前駅(S04) - 山城駅(S05)